# Tsjechische Sociaaldemocratische Partij
De Tsjechische Sociaaldemocratische Partij (Tsjechisch: Česká strana sociálně demokratická, ČSSD) is de sociaaldemocratische politieke partij van Tsjechië. De partij werd opgericht in 1878 en is daarmee de oudste partij van het land.
De partij is lid van de Partij van de Europese Sociaaldemocraten. De huidige leider van de partij is Michal Šmarda. Bij de laatste verkiezingen voor het Tsjechische parlement in 2021 haalde de ČSSD voor het eerst in de geschiedenis van partij de kiesdrempel van 5% niet.

## Geschiedenis
De sociaaldemocratische partij werd in 1878 opgericht als een regionale Tsjechische partij in het toenmalige Oostenrijk-Hongarije. Na de Eerste Wereldoorlog (1918) werd zij een belangrijke partij in de Eerste Tsjecho-Slowaakse Republiek en maakte ze deel uit van verschillende regeringen. In 1921 splitste een deel van de leden zich af om de Communistische Partij van Tsjecho-Slowakije te vormen. Na afloop van de Tweede Wereldoorlog, waarin de partij officieel verboden was, gingen de sociaaldemocraten deel uitmaken van het Nationaal Front. Toen de Communistische Partij bij de verkiezingen van 1948 een meerderheid verwierf, werd de ČSSD echter gedwongen met de communisten te fuseren. Pas in 1989, aan het eind van de Koude Oorlog, werd de sociaaldemocratie opnieuw toegestaan.
Nadat Tsjechië in 1993 onafhankelijk werd, was de ČSSD jarenlang de eerste of tweede partij van het land. De partij leverde verschillende malen de premier, waaronder in de periodes 1998–2006 en 2014–2017. Bij de verkiezingen van 2017 leed de partij echter een historisch verlies: de partij moest 35 zetels inleveren en viel terug naar 15 zetels, waarmee het qua grootte nog slechts de zesde partij van Tsjechië werd.

## Verkiezingsuitslagen (sinds 1992)
De partij behaalde bij de landelijke verkiezingen de volgende zetelaantallen in de Kamer van Afgevaardigden van het Tsjechische parlement:
| Jaar | Percentage | Zetels |
| 1992 | 6,53%      | 16     |
| 1996 | 26,4%      | 61     |
| 1998 | 32,3%      | 74     |
| 2002 | 30,2%      | 70     |
| 2006 | 32,3%      | 74     |
| 2010 | 22,1%      | 56     |
| 2013 | 20,5%      | 50     |
| 2017 | 7,3%       | 15     |
| 2021 | 4,6%       | Geen   |

## Partijleiders
- Miloš Zeman (1993–2001)
- Vladimír Špidla (2001–2004)
- Stanislav Gross (2004–2005)
- Bohuslav Sobotka (waarnemend) (2005–2006)
- Jiří Paroubek (2006–2010)
- Bohuslav Sobotka (2010–2017)
- Milan Chovanec (waarnemend) (2017–2018)
- Jan Hamáček (2018–2021)
- Michal Šmarda (sinds 2021)